# Escadrille 8F
 (avril 2019).
Si vous disposez d'ouvrages ou d'articles de référence ou si vous connaissez des sites web de qualité traitant du thème abordé ici, merci de compléter l'article en donnant les références utiles à sa vérifiabilité et en les liant à la section « Notes et références ».
La flottille 8F est une flottille de l'aéronautique navale française.

## Historique

### Seconde Guerre mondiale
Cette unité fut créée à la Base navale de Norfolk[Quand ?] (Virginie, États-Unis) en tant que 8FE (Flottille d'Exploration) et armée avec quelques Consolidated PBY Catalina. Elle fut d'abord commandée par le capitaine de corvette Henri Pacaud. Ses quinze avions étaient basés à la Base d'aéronautique navale (BAN) Agadir (de nos jours, Aéroport d'Agadir-Inezgane) au Maroc dès 1944. Regroupée au sein du Coastal Command en tant que French Patrol Squadron Two (VFP-2), elle déménagea vers Port-Lyautey et opéra au-dessus du détroit de Gibraltar. En été 1944, elle fut affectée avec la 6FE au théâtre méditerranéen au sein du Groupe d'Aéronautique Navale (GNA) 1 basé à Port-Lyautey, désigné French Headquarter Squadron of Fleet Air Wing 15 dans le Coastal Command. Quelques Consolidated PBY Catalina furent envoyés à Ajaccio (Corse) dans le but d'assurer des missions de patrouille maritime (PATMAR) au-dessus de la côte d'Azur. Ces avions survolèrent la Sicile et la Grèce. Fin 1944, la 8FE est séparée en deux groupes. Le premier s'est établi à Cuers-Pierrefeu avec 6 Consolidated PBY Catalina alors que le dernier quitta Port-Lyautey pour Agadir et prit part à de nombreuses missions anti-sous-marins (ASM) et d'escortes de convois alliés. Ces missions furent effectuées en coopération avec les Lockheed PV-1 Ventura appartenant à la 6FE (VFP-1). 539 missions et 4 566 heures de vol furent effectuées là-bas. 

### Guerre d'Indochine
Fin octobre 1945, quatre Catalina furent envoyés sur le théâtre Asiatique (Cochinchine). Les Consolidated PBY Catalina de la 8FE étaient à l'époque les seuls avions de la Marine déployés en Indochine. Ils assuraient l'appui-feu, la reconnaissance et la patrouille maritime (PATMAR). Ils assurèrent aussi le transport, les communications et les missions d'évacuation sanitaire (EVASAN). La flottille devient 8F le 5 décembre 1945. Quelques avions furent touchés par les armes légères des communistes. En décembre 1950, les cinq derniers Catalina sont reversés à l'escadrille 8S, ils furent remplacés en novembre par dix bombardiers quadrimoteurs Consolidated PB4Y Privateer. Ces bombardiers furent modernisés en version B. Basée à Tan Son Nhut, près de Saïgon, la flottille 8F assurait l'appui-feu et l'attaque. Au début 1953, la 8F reçut quatre Morane-Saulnier MS.500, deux exemplaires supplémentaires furent livrés en 1954. Le 23 mai 1953, la flottille 8F devient la flottille 28F.